# Epica
Epica je nizozemski simfonijski metal sastav osnovan 2003. godine koji često koristi elemente opere i death vokale, također izvodeći neke pjesme na latinskom jeziku. Osnivač je gitarist i vokal Mark Jansen nakon odlaska iz grupe After Forever.

## Životopis
Rane 2002. Mark Jansen napušta After Forever i počinje tražiti glazbenike za osnivanje nove grupe, isprva nazvane Sahara Dust. Krajem 2002. sastav je angažirao Helenu Michaelsen (iz Trail of Tears) kao frontwoman, ali ubrzo je bila zamijenjena s tada nepoznatom mezzo-sopran pjevačicom Simone Simons, Jansenovom tadašnjom djevojkom. Sastav su dopunili gitarist Ad Sluijter, bubnjar Jeroen Simons, basist Yves Huts i klavijaturist Coen Janssen. Ime su promijenili u Epica, inspirirani Kamelotovim albumom Epica.
Prvi album The Phantom Agony producirao je Sascha Paeth (producent za sastave kao što su Angra, Rhapsody of Fire i Kamelot) i izašao je 2003.
Drugi album Consign To Oblivion bio je inspiriran kulturom Maya civilizacije. Tada se Epica pridružila Kamelotu na nekim njihovim turnejama, a Simone Simons kao gostujući vokal na jednom njihovom albumu.
Epicin The Score – An Epic Journey izašao je u rujnu 2005. i postao soundtrack za nizozemski film Joyride. 
U 2005. i 2006. Epica je otišla na prvu turneju Sjevernom Amerikom s Kamelotom. Nakon turneje bubnjar Jeroen Simons napušta sastav. U prosincu Ariën Van Weesenbeek je postao novi bubnjar na njihovom novom albumu.
U rujnu 2007., Epica prvi put odlazi samostalno na Sjevernoameričku turneju. To također promovira njihov najnoviji album kojeg su počeli snimati krajem 2006.

## Članovi sastava
| Trenutna postava - Simone Simons — vokali (2003. - danas) - Mark Jansen — grubi vokali, ritam gitara (2003. - danas) - Coen Janssen — klavijature (2003. - danas) - Ariën van Weesenbeek — grubi vokali, bubnjevi (2007. - danas) - Isaac Delahaye — prateći vokali, solo gitara (2009. - danas) - Rob van der Loo — bas-gitara (2012. - danas) | Bivši članovi - Yves Huts — bas-gitara (2003. – 2012.) - Jeroen Simons — bubnjevi (2003. – 2006.) - Ad Sluijter — gitara (2003. – 2008.) | Trenutačni koncertni članovi - Ruben Wijga — klavijature (2015. - danas) Bivši koncertni članovi - Dennis Leeflang — bubnjevi - Koen Herfst — bubnjevi (2007.) - Amanda Somerville — vokali (2008.) - Oliver Palotai — klavijature (2010.) |

## Diskografija
Studijski albumi
- The Phantom Agony (2003.)
- Consign to Oblivion (2005.)
- The Score – An Epic Journey (2005.)
- The Divine Conspiracy (2007.)
- Design Your Universe (2009.)
- Requiem for the Indifferent (2012.)
- The Quantum Enigma (2014.)
- The Holographic Principle (2016.)
- Omega (2021.)

Koncertni albumi
- We Will Take You with Us (2004.)
- The Classical Conspiracy (2009.)
- Live at Wacken (2009.)
- Retrospect (2013.)

Ep-ovi
- The Solace System (2017.)
- Epica vs Attack on Titan  (2017.)

## Vanjske poveznice
- Službena stranica